# Sjostedtiella pulchella
Sjostedtiella pulchella là một loài tò vò trong họ Ichneumonidae.